# Astrid Holleeder
Astrid Holleeder (née le 4 décembre 1965 à Amsterdam) est une avocate  et écrivaine néerlandaise.
Elle est la sœur d’un des plus grands criminels des Pays-Bas, Willem Holleeder  dit Neus (le Nez).
Avec sa sœur aînée et une ex-amie de Willem, elle a témoigné contre son frère lors du procès « Passage » (nl) en 2005.
En 2016 elle publie le livre  "Judas" sur ses relations avec Willem, sa domination sur leur famille et son influence dans le milieu criminel.

## Biographie

### Jeunesse et carrière
Astrid Holleeder est la quatrième et le plus jeune enfant de la famille Holleeder à Amsterdam. Son frère Willem est le plus âgé. Elle a aussi une sœur, Sonja, qui a été mariée pendant plus de vingt ans à Cor van Hout (en) et un autre frère. Ils ont grandi dans le quartier de Jordaan. Son père travaille pour Heineken, c’est un gros buveur et il maltraite sa femme et ses enfants. Quand Astrid a quinze ans, sa mère quitte définitivement son mari en emmenant les enfants.
En 1983, Astrid Holleeder a dix-sept ans quand son frère Willem est impliqué dans l’enlèvement de Freddy Heineken, l’industriel de la bière. Elle-même, ainsi que les autres membres de la famille, a été arrêtée et interrogée sur son éventuelle implication dans l’enlèvement.
Elle étudie le droit à l’Université d'Amsterdam. Elle remarque, cependant, que ses antécédents familiaux sont utilisés contre elle, et poursuit alors ses études à l'université de Cambridge en Angleterre.
Astrid Holleeder est diplômée en 1995 mais, en raison de son contexte familial, il lui est difficile d’exercer comme avocate. Le procureur, Fred Teeven, ne veut pas qu’elle exerce, disant qu’elle serait une honte et un danger pour la profession.

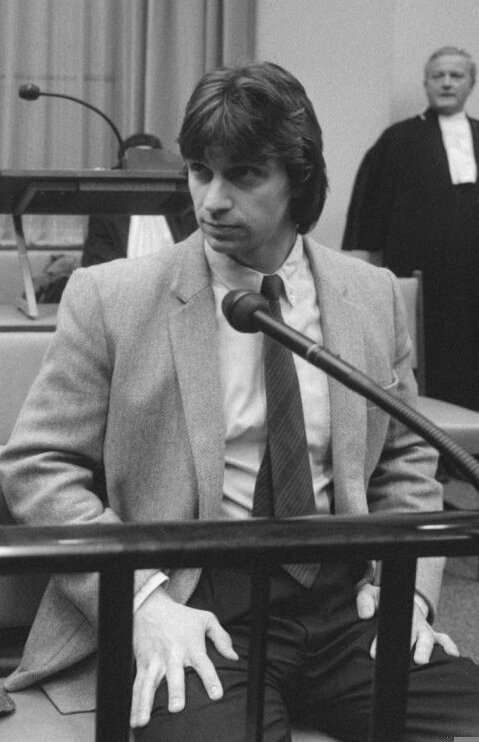
Willem Holleeder au procès Heineken.

Pendant cette période, son frère Willem exerce sa domination violente sur la famille. Il menace et maltraite Astrid régulièrement.

### Témoin au procès «Passage»
Lorsque Willem devient par trop dangereux pour la famille Holleeder, Astrid intègre un programme de protection des témoins. Dans ce cadre elle rassemble des preuves en enregistrant des conversations avec son frère durant plus de deux ans, au prix de risques considérables.
En novembre 2015, Astrid Holleeder, ensemble avec sa sœur Sonja, une ex-petite amie de Willem et la veuve de son ancien partenaire Sam Klepper, témoigne à charge contre son frère dans le procès dit « Passage ». Elles l’accusent, entre autres, de plusieurs assassinats : Klepper en 2000, son beau-frère Cor van Hout et le marchand de bateaux Robert ter Haak en 2003, le marchand immobilier Willem Endstra (en) en 2004, le criminel John Mieremet (en) et le trafiquant de haschich Kees Houtman (nl) en 2005 et un propriétaire de café Thomas van der Bijl (nl) en 2006.
Quelques mois plus tard, le Ministère public fait savoir que Willem Holleeder a commandité, depuis sa prison de haute sécurité, les meurtres d’Astrid, de sa sœur Sonja, de son ex-petite amie et du journaliste Peter R. de Vries. D’après le procureur, il aurait chargé deux codétenus, membres du gang No Limited Soldiers (en) de recruter des tueurs.
Astrid Holleeder déclare qu’elle regrette de ne pas avoir tué son frère parce qu’après une peine de prison elle serait libre, tandis que maintenant elle ne sera plus jamais en sécurité. Elle est convaincue que son frère n’aura de cesse que de l’abattre. Astrid Holleeder vit maintenant cachée depuis trois ans.

## Livres

### Judas
En novembre 2016, Astrid Holleeder publie une autobiographie, Judas. Dans ce livre, elle décrit le milieu familial où tous sont soumis à la tyrannie d’un frère paranoïaque et brutal.
Pour des raisons de sécurité, le livre a été imprimé à l’étranger et présenté aux librairies, sans mention du titre et du nom d’auteur.
Astrid Holleeder présente son livre comme un testament pour sa fille l'animatrice et actrice Miljuschka Witzenhausen (nl) née en 1985 et qui a elle-même deux enfants.
Le titre du livre fait référence au personnage biblique, Judas, qui a trahi le Christ, tout comme Willem Holleeder a trahi ses amis en les faisant assassiner mais aussi comme Astrid Holleeder qui a trahi son frère en témoignant contre lui,.
Les 80 000 exemplaires de la première édition en néerlandais ont été vendus aux Pays-Bas dès le premier jour. C’est le livre le plus vendu aux Pays-Bas en 2016. Les droits d’adaptation ont été acquis par la société de production de Steven Spielberg :  
- édition allemande - Judas, traduction Per Marquardt et Inge Klöbener-Jones, éd. Kiepenheuer & Witsch, 2018,
- édition anglaise - Judas, Little, Brown and Company, 2018
- édition française  - Judas, traduction Brigitte Zwerver-Berret et Yvonne Pétrequin, Éditions du sous-sol, 2018
- édition néerlandaise - Judas, Lebowski, 2016.

### Dagboek van een getuige
En octobre 2017, paraît le deuxième livre de Astrid Holleeder, sous le titre "Dagboek van een getuige" (journal d'un témoin, non traduit en français). Elle y décrit les expériences négatives qu’elle a eues, en tant que témoin, avec la justice. Elle met en cause notamment la justice et la police qu'elle accuse de corruption et de collusion avec le crime organisé.
- édition néerlandaise - Dagboek van een getuige - Lebowski, 2017